# Chu Yung-kwang
Chu Yung-kwang (Pyongyang, 1920 - 28 de setembro de 1982) foi um futebolista coreano que atuava como meia. Embora tenha nascido na atual capital da Coreia do Norte, ele defendeu a Coreia do Sul.

## Carreira
Chu Yung-kwang fez parte do elenco da Seleção Sul-Coreana de Futebol, na Copa do Mundo de 1954, foi o capitão da equipe